# 扇唇指甲兰
扇唇指甲兰（学名：Aerides flabellata）为兰科指甲兰属下的一个种。

## 扩展阅读
- 維基物種上的相關：扇唇指甲兰